# Campeonato Mato-Grossense 2003
In 2003 werd het 61ste Campeonato Mato-Grossense gespeeld voor voetbalclubs uit de Braziliaanse staat Mato Grosso. De competitie werd georganiseerd door de FMF en werd gespeeld van 8 februari tot 25 mei. Cuiabá werd kampioen.
CE Operário Várzea-Grandense werd na het vorige seizoen ontbonden. EC Operário werd opgericht om de club op te volgen, in 2005 nam deze club de naam Operário FC aan. 

## Eerste fase

### Groep A
| Plaats | Club       | Wed. | W | G | V | Saldo | Ptn. |
| ------ | ---------- | ---- | - | - | - | ----- | ---- |
| 1.     | Cuiabá     | 10   | 7 | 0 | 3 | 20:12 | 21   |
| 2.     | Santa Cruz | 10   | 5 | 2 | 3 | 15:11 | 17   |
| 3.     | Dom Bosco  | 10   | 4 | 4 | 2 | 19:12 | 16   |
| 4.     | AA Sinop   | 10   | 4 | 3 | 3 | 16:15 | 15   |
| 5.     | Operário   | 10   | 3 | 3 | 4 | 14:18 | 12   |
| 6.     | Mixto      | 10   | 0 | 2 | 8 | 12:28 | 2    |

|  | Gekwalificeerd voor tweede fase |

### Groep B
| Plaats | Club           | Wed. | W | G | V | Saldo | Ptn. |
| ------ | -------------- | ---- | - | - | - | ----- | ---- |
| 1.     | Barra          | 10   | 5 | 3 | 2 | 21:9  | 18   |
| 2.     | Grêmio Jaciara | 10   | 5 | 3 | 2 | 13:10 | 18   |
| 3.     | União          | 10   | 5 | 1 | 4 | 21:20 | 16   |
| 4.     | Juventude      | 10   | 4 | 2 | 4 | 22:15 | 14   |
| 5.     | Nova Xavantina | 10   | 4 | 2 | 4 | 14:16 | 14   |
| 6.     | Vila Aurora    | 10   | 0 | 3 | 7 | 7:28  | 3    |

|  | Gekwalificeerd voor tweede fase |

## Tweede fase
De drie winnaars en de beste verliezer plaatsen zich voor de volgende fase. 
| Team #1    | Tot.  | Team #2        | 1ste wed | 2de wed |
| ---------- | ----- | -------------- | -------- | ------- |
| Santa Cruz | 3 - 3 | Grêmio Jaciara | 2 - 1    | 1 - 2   |
| União      | 3 - 4 | Cuiabá         | 3 - 3    | 0 - 1   |
| Dom Bosco  | 2 - 3 | Barra          | 2 - 1    | 0 - 2   |

## Derde fase
In geval van gelijkspel gaat de club met het beste resultaat in de competitie door. 
|  | Halve finale   | Halve finale | Halve finale |   |       | Finale | Finale | Finale |
|  |                |              |              |   |       |        |        |        |
|  | Santa Cruz     | 0            | 1            |   |       |        |        |        |
|  | Barra          | 0            | 1            |   |       |        |        |        |
|  | Barra          | 0            | 1            |   | Barra | 1      | 2      |        |
|  |                |              |              |   | Barra | 1      | 2      |        |
|  |                | Cuiabá       | 1            | 3 |       |        |        |        |
|  | Grêmio Jaciara | Cuiabá       | 1            | 3 | 2     | 1      |        |        |
|  | Grêmio Jaciara |              |              |   | 2     | 1      |        |        |
|  | Cuiabá         | 2            | 3            |   |       |        |        |        |

### Kampioen
| Campeonato Mato-Grossense de 2003 |
| Mato-Grosso                       |
| --------------------------------- |
| CUIABÁ Kampioen (1° titel)        |